# Fuyan-Höhle
Die Fuyan-Höhle ist eine paläoanthropologische und archäologische Fundstätte in der Provinz Hunan im Süden der Volksrepublik China. Sie liegt 231 Meter über dem Meeresspiegel auf dem Gebiet der Gemeinde Tangbei im Landkreis Daoxian und wurde im Jahr 2015 international bekannt, nachdem in ihr entdeckten Fossilien des anatomisch modernen Menschen (Homo sapiens) ein Alter von mindestens 80.000 Jahren zugeschrieben worden war. Dieser Datierung zufolge wären die Funde  – fast 50 Zähne – die ältesten Belege für die Anwesenheit des Homo sapiens in Südchina gewesen. Im Jahr 2021 wurde für die Zähne jedoch ein Höchstalter von rund 50.000 Jahren berechnet.

## Beschreibung der Höhle und der Funde
Die Fuyan-Höhle ist Teil eines mehr als 3000 Quadratmeter großen Geflechts von röhrenförmigen Auswaschungen in einem weitläufigen Karst-System mit mehreren, zum Teil übereinander liegenden Höhlen. Systematische Ausgrabungen fanden von 2011 bis 2013 in insgesamt drei unterschiedlichen Bereichen statt. Dabei kamen 47 gut erhaltene Zähne von Homo sapiens – einige davon als Oberflächenfunde – und zahlreiche Zähne von Tieren der Ailuropoda-Stegodon-Fauna zu Tage, so zum Beispiel Ailuropoda baconi, ein fossiler Verwandter des Großen Pandas; Stegodon orientalis, eine ausgestorbene Art der Rüsseltiere; Crocuta ultima, eine fossile Verwandte der Tüpfelhyänen; und Megatapirus augustus, ein Verwandter der Tapire. Steinwerkzeuge wurden bei diesen Grabungen nicht entdeckt.

## Datierung
Das im Jahr 2015 veröffentlichte hohe Alter war das Ergebnis einer indirekten Datierung: Es bezog sich auf zwei gereinigte Stalagmiten aus der Fundschicht der Zähne, die mit Hilfe der Uran-Thorium-Datierung zum einen auf 80.100 ± 1.200 Jahre, zum anderen auf 79.500 ± 2.800 Jahre vor heute bestimmt wurden. Den Darstellungen der Forscher zufolge habe diese Datierung das Mindestalter der Funde belegt, als Obergrenze wurden sogar rund 120.000 Jahre ausgewiesen. Diese Vorgehensweise war jedoch von Beginn an umstritten. Eine direkte Datierung der Zähne mit Hilfe der optisch stimulierten Lumineszenz (OSL) ergab im Jahr 2021 hingegen ein wesentlich jüngeres Alter von allenfalls 50.000 Jahren, was in Einklang steht mit früheren Befunden, denen zufolge der anatomisch moderne Mensch erst vor rund 65.000 bis 45.000 Jahren – aus Afrika kommend – die angrenzenden Kontinente besiedelt hat.
Die ältesten Funde des Homo sapiens aus Nordchina – beispielsweise aus der Tianyuan-Höhle – und aus Malaysia (Niah-Höhlen) sind rund 40.000 Jahre alt.

## Belege
1. ↑  Wu Liu et al.: The earliest unequivocally modern humans in southern China. In: Nature. Band 526, 2015, S. 696–699, doi:10.1038/nature15696
 Teeth from China reveal early human trek out of Africa. Auf: nature.com vom 14. Oktober 2015. (mit Abbildungen der Zähne)
2. ↑  Xue-feng Sun et al.: Ancient DNA and multimethod dating confirm the late arrival of anatomically modern humans in southern China. In: PNAS. Band 118, Nr. 8, 2021, e2019158118, doi:10.1073/pnas.2019158118.
3. ↑  The Daoxian site. Abbildungen der Fuyan-Höhle (Memento vom 17. Mai 2016 im Internet Archive). Im Original publiziert auf nature.com vom 29. Oktober 2015.
4. ↑  List of faunal composition at Daoxian and other Late Pleistocene localities of southern China. (Memento vom 17. Mai 2016 im Internet Archive). Im Original publiziert auf nature.com vom 29. Oktober 2015.
5. ↑  Robin Dennell: Homo sapiens in China 80,000 years ago. In: Nature. Band 526, 2015, S. 647–648, doi:10.1038/nature15640.
6. ↑  Trove of teeth from cave represents oldest modern humans in China. Auf: sciencemag.org vom 14. Oktober 2015.

Koordinaten: 25° 39′ 2,7″ N, 111° 28′ 49,2″ O